# 塔季扬娜·扎布罗季娜
塔季扬娜·安德烈耶夫娜·扎布罗季娜（俄语：Татьяна Андреевна Забродина；1925年10月20日—1993年1月4日），苏联舞台剧和电影演员。

## 生平
1925年10月20日出生于萨马拉。早年搬至列宁格勒。苏德战争期间成为列宁格勒围城战的幸存者。1949年毕业于莫斯科艺术剧院学校。1952年因出演托尔斯泰讽刺喜剧《教育的果实》而获得斯大林一等奖金。1969年获得俄罗斯功勋艺术家称号。1993年1月4日去世。葬于特罗耶库罗夫公墓。

## 主要参演
| 年份   | 电影         | 饰演       |
| ------ | ------------ | ---------- |
| 1955年 | 《45号地区》 | 纳斯塔西娅 |
| 1980年 | 《新年》     |            |